# 瓦爾韋德韋加縣
瓦爾韋德韋加縣（西班牙語：Cantón de Sarchí），是哥斯達黎加的縣份，位於該國西北部，由阿拉胡埃拉省負責管轄，首府設於薩爾奇，始建於1949年10月26日，面積120.25平方公里，海拔高度1,200米，2011年人口18,085人，人口密度每平方公里150.4人。
10°9′46″N 84°17′44″W / 10.16278°N 84.29556°W